# جون بي. أندرسون
جون بي. أندرسون (بالإنجليزية: John B. Anderson)‏ هو سياسي أمريكي، ولد في 15 فبراير 1922 في روكفورد في الولايات المتحدة، وتوفي في 3 ديسمبر 2017 في واشنطن العاصمة في الولايات المتحدة. حزبياً، نشط في الحزب الجمهوري. وقد انتخب رئيس المؤتمر الجمهوري لمجلس النواب الأمريكي ‏ (3 يناير 1969 – 3 يناير 1979) وانتخب عضو مجلس النواب الأمريكي عن دائرة Illinois's 16th congressional district ‏ (3 يناير 1961 – 3 يناير 1981).

## روابط خارجية
- جون بي. أندرسون على موقع الموسوعة البريطانية (الإنجليزية)
- جون بي. أندرسون على موقع مونزينجر (الألمانية)
- جون بي. أندرسون على موقع إن إن دي بي (الإنجليزية)